# Ściana boczna czaszki człowieka
Ściana boczna czaszki – symetryczna wzdłuż płaszczyzny strzałkowej ściana czaszki. Jest jedną z pięciu jej ścian. 

## Kości tworzące ścianę boczną czaszki
Są to kości:
1. czołowa
2. ciemieniowa
3. potyliczna
4. skroniowa
5. skrzydło większe kości klinowej[1]

Wymienione kości połączone są szwami opisanymi poniżej.

## Szwy łączące kości ściany bocznej
- szew skroniowo-jarzmowy – znajduje się pomiędzy wyrostkiem jarzmowym kości skroniowej i wyrostkiem skroniowym kości jarzmowej,
- szew czołowo-jarzmowy – łączy kość jarzmową oraz wyrostek jarzmowy kości czołowej,
- szew klinowo-jarzmowy – łączy kość jarzmową ze skrzydłem większym kości klinowej,
- szew klinowo-czołowy – łączy skrzydło większe kości klinowej i kość czołową,
- szew klinowo-ciemieniowy – łączy skrzydło większe kości klinowej i kość ciemieniową,
- szew klinowo-łuskowy – łączy skrzydło większe kości klinowej z częścią łuskową kości skroniowej[1]

Szew klinowo-ciemieniowy jest bardzo zróżnicowany pod względem długości i może być nawet nieobecny, w tym wypadku kość czołowa łączy się bezpośrednio z kością skroniową poprzez część łuskową tej kości. Okolica ta nazywa się pterion.

## Nierówności znajdujące się na kościach ściany bocznej
- łuk brwiowy – znajduje się powyżej górnego brzegu oczodołu na kości czołowej,
- guz czołowy – ku tyłowi i górze od poprzedniego,
- guz ciemieniowy – w okolicy środka kości ciemieniowej,
- guzowatość potyliczna zewnętrzna – z tyłu, na kości potylicznej
- kresy karkowe górne – biegną obustronnie od guzowatości potylicznej zewnętrznej
- kresa skroniowa – wzdłuż bocznej części ściany czaszki mózgowej, biegnie od wyrostka jarzmowego kości czołowej ku górze i tyłowi na powierzchni zewnętrznej kości czołowej, odgraniczając w tym miejscu czoło od skroni, następnie przechodzi łukowato na kość ciemieniową, zstępując na końcu ku dołowi i kończąc się na części łuskowej kości skroniowej. W części środkowej występuje w postaci kresy skroniowej górnej i kresy skroniowej dolnej. Kresa skroniowa ogranicza dół skroniowy, który ku dołowi na brzegu łuku jarzmowego przechodzi w dół podskroniowy.
- wyrostek rylcowaty – ku dołowi i przyśrodkowo od otworu słuchowego zewnętrznego
- wyrostek sutkowaty – ku tyłowi i do dołu od otworu słuchowego zewnętrznego[1]

## Łuk jarzmowy
Zaczyna się dwiema odnogami. Przednią, ograniczającą dół żuchwowy i tworzącą do przodu od niego znajdujący się guzek stawowy, odnoga tylna leży natomiast powyżej otworu słuchowego zewnętrznego. Jest on otoczony od przodu, dołu i tyłu częścią bębenkową kości skroniowej. Pomiędzy odnogami znajduje się dół żuchwowy. Utworzony jest przez wyrostek jarzmowy kości skroniowej, a także przez wyrostek skroniowy kości jarzmowej, połączonych szwem skroniowo-jarzmowym.

Czaszka człowieka, widok z boku